# Спуск (фільм)
«Спуск» (англ. The Descent) — британський фільм жахів 2005 року режисера Ніла Маршалла. Фільм розповідає про компанію дівчат, що спустилися до печери. Малобюджетна картина зібрала у світовому прокаті понад 57 млн доларів і стала лауреатом премії «Сатурн» 2007 року у номінації «найкращий фільм жахів»..

## Сюжет
Група молодих жінок, які цікавляться екстремальними видами спорту, вирішує відвідати печеру, розташовану в горах Аппалачів. Дівчата спускаються до печери, де Сара виявляє новий вузький прохід. Зацікавившись, вони проповзають через нього, проте раптово прохід за ними обвалюється. Тут з'ясовується, що керівник групи, Джуно, замість раніше наміченої для відвідування, привела їх у недосліджену печеру, тому рятувальникам невідоме їхнє місцезнаходження. Після невеликої сварки дівчата починають шукати вихід, просуваючись все далі та вглиб.
Вони виявляють металевий гак, виготовлений близько ста років тому. Стає зрозумілим, що цю печеру досліджували задовго до них, проте про неї досі нічого не було відомо. У пошуках виходу Голлі падає до ями і ламає ногу. У цей час Сара помічає людину, але її запевняють, що це галюцинації.
Несподівано на них нападають людиноподібні істоти (можливо деградовані нащадки якогось давнього племені), кусаючи травмовану Голлі; дівчата в паніці розбігаються. Джуно вдалося вбити одну із істот, проте випадково вона завдає смертельного поранення Бет. У паніці вона тікає, попри прохання Бет не залишати її. Джуно знаходить сестер Сем і Ребекку, які з'ясували, що мешканці печери зовсім сліпі та реагують лише на звуки. Незабаром Сем та Ребекка гинуть. Сара виявляє ще живу Бет, яка розповідає їй, що Джуно її поранила і просить не довіряти їй. Бет також повідомляє, що Джуно була коханкою загиблого чоловіка Сари. Сара задовольняє прохання Бет звільнити її від мук і вбиває її.
Після зустрічі Сари та Джуно на них нападають кілька істот, але дівчатам вдається їх перемогти. Сара запитує Джуно, чи бачила та, як загинула Бет, на що дівчина киває головою. Сара дає зрозуміти, що їй відомо про зв'язок Джуно з її чоловіком, і ранить її в ногу, залишаючи наодинці з істотами, що наближаються. Втікаючи, Сара падає в яму і непритомніє. Прокинувшись, вона помічає світло, знаходить вихід із печери та їде на автомобілі. В автомобілі Сара бачить закривавлену Джуно і приходить до тями в ямі. Виявляється, їй снився сон, і вона, як і раніше, перебуває в печері.
У Сари починаються галюцинації, їй здається, що перед нею сидить загибла дочка. Фільм закінчується криком істот.

## У ролях
| Актор           | Роль    |
| --------------- | ------- |
| Шона Макдональд | Сара    |
| Наталі Мендоса  | Джуно   |
| Алекс Рід       | Бет     |
| Саскія Малдер   | Ребекка |
| Міанна Берінг   | Сем     |
| Нора-Джейн Нун  | Голлі   |
| Олівер Мілберн  | Пол     |

## Критика
Фільм отримав позитивні відгуки критиків. На основі 186 оглядів, зібраних Rotten Tomatoes, рейтинг схвалення становить 86 % із середньою оцінкою 7,4 з 10. На Metacritic середній бал на основі 30 оглядів становить 71 зі 100.

## Продовження
На хвилі успіху фільму серед глядачів та критиків 2009 року знято його продовження — фільм «Спуск 2».

## Нагороди та номінації
- 2005 — дві Премії британського незалежного кіно за найкращу режисуру (Ніл Маршалл) та найкраще технічне досягнення (Джон Гарріс за монтаж), а також номінація за найкращий британський незалежний фільм.
- 2005 — приз «Срібний Мельєс» Брюссельського кінофестивалю.
- 2006 — приз глядацьких симпатій на кінофестивалі у Філадельфії.
- 2007 — премія «Сатурн» за найкращий фільм жахів, а також номінації за найкращу жіночу роль (Шона Макдональд) та найкращий грим (Пол Гаєтт, Віккі Ланг).